# Hội Cư
Hội Cư là một xã thuộc tỉnh Đồng Tháp, Việt Nam.

## Địa lý
Xã Hội Cư có vị trí địa lý:
- Phía đông giáp xã Mỹ Thành và Bình Phú.
- Phía tây và nam giáp xã Cái Bè.
- Phía bắc giáp xã Hậu Mỹ.

Xã Hậu Thành có diện tích 48,66 km², dân số năm 2025 là 52.774 người, mật độ dân số đạt 1.084 người/km².
Các kênh, rạch chảy qua địa bàn xã bao gồm: kênh Kháng Chiến, Kênh 7, Kênh 28, rạch Đất Sét, rạch Mả Voi, rạch Thủ Ngữ. Sông lớn nhất là sông Trà Lọt và sông Thông Lưu.

## Hành chính
Xã Hậu Thành được chia thành 5 ấp: Hậu Hoa, Hậu Hòa, Hậu Thuận, Hậu Vinh, Khu Phố Cầu Xéo.

## Lịch sử
Ngày 16 tháng 6 năm 2025, Ủy ban Thường vụ Quốc hội ban hành Nghị quyết số 1663/NQ-UBTVQH15 về việc sắp xếp các đơn vị hành chính cấp xã của tỉnh Đồng Tháp năm 2025. Theo đó, sắp xếp toàn bộ diện tích tự nhiên, quy mô dân số của các xã Mỹ Hội (huyện Cái Bè), An Cư, Hậu Thành và Hậu Mỹ Phú thành xã mới có tên gọi là xã Hội Cư.
Sau khi sáp nhập, xã Hội Cư có 48,66 km² diện tích tự nhiên và dân số 52.774 người.

## Kinh tế – xã hội
Dân số trong xã phần đông sống bằng sản xuất nông nghiệp, chiếm 80%. Xã có 70 ha trồng rau các loại.
Trong xã có Làng nghề bánh tráng Hậu Thành với khoảng 100 hộ làm bánh tráng, trong đó 15 hộ làm quanh năm, sản lượng bánh tráng trung bình là 181.000 kg/tháng.
Trung tâm buôn bán quan trọng là chợ Cầu Xéo nằm ở cực nam xã, ngay cầu Thông Lưu, có Quốc lộ 1 chạy ngang qua. Các tuyến đường bộ quan trọng khác trên địa bàn là tỉnh lộ 863 và tỉnh lộ 869. Một trung tâm mua bán thứ hai là chợ Cái Nứa nằm ở cực bắc xã, trên tỉnh lộ 869, vào tháng 1 năm 2021 xảy ra một vụ hỏa hoạn nghiêm trọng tại đây. Vị trí giao thông đường thủy quan trọng có ngã tư Kênh 28 và sông Trà Lọt, có một cù lao nhỏ giữa ngã tư này.
Cụm công nghiệp Hậu Thành nằm cạnh tỉnh lộ 863 bên bờ Kênh 28 đang được đầu tư.
Một số vấn đề tự nhiên ảnh hưởng nghiêm trọng trong địa bàn xã là tình trạng sạt lở dọc theo nhiều điểm kênh, rạch. Về kinh tế truyền thống thì làng nghề làm bánh tráng đang dần mai một với số hộ làm bánh từ 138 hộ năm 2003 giảm xuống chỉ còn 103 hộ vào năm 2012.

## Ảnh

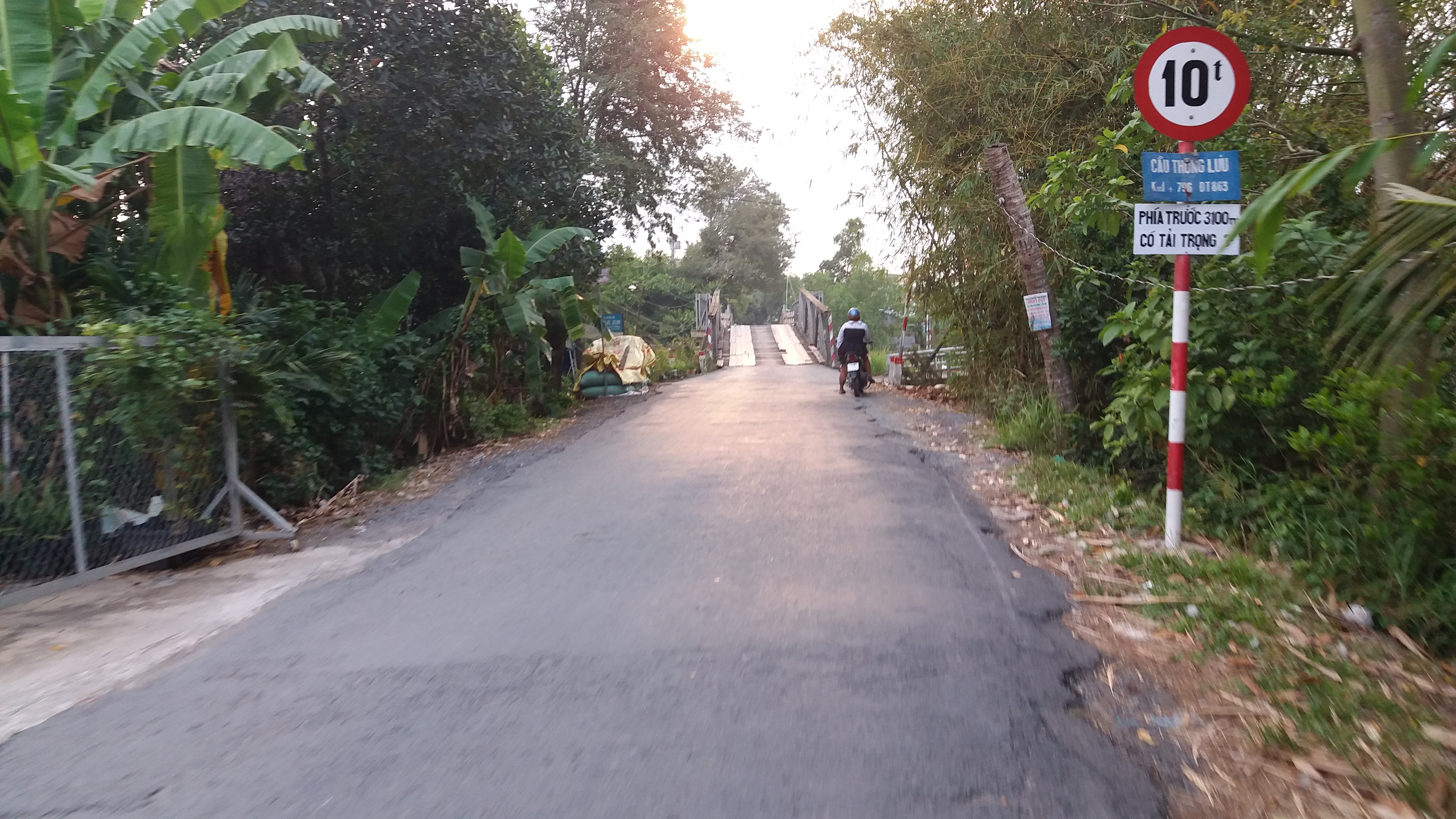
Huyện lộ 863 qua xã.
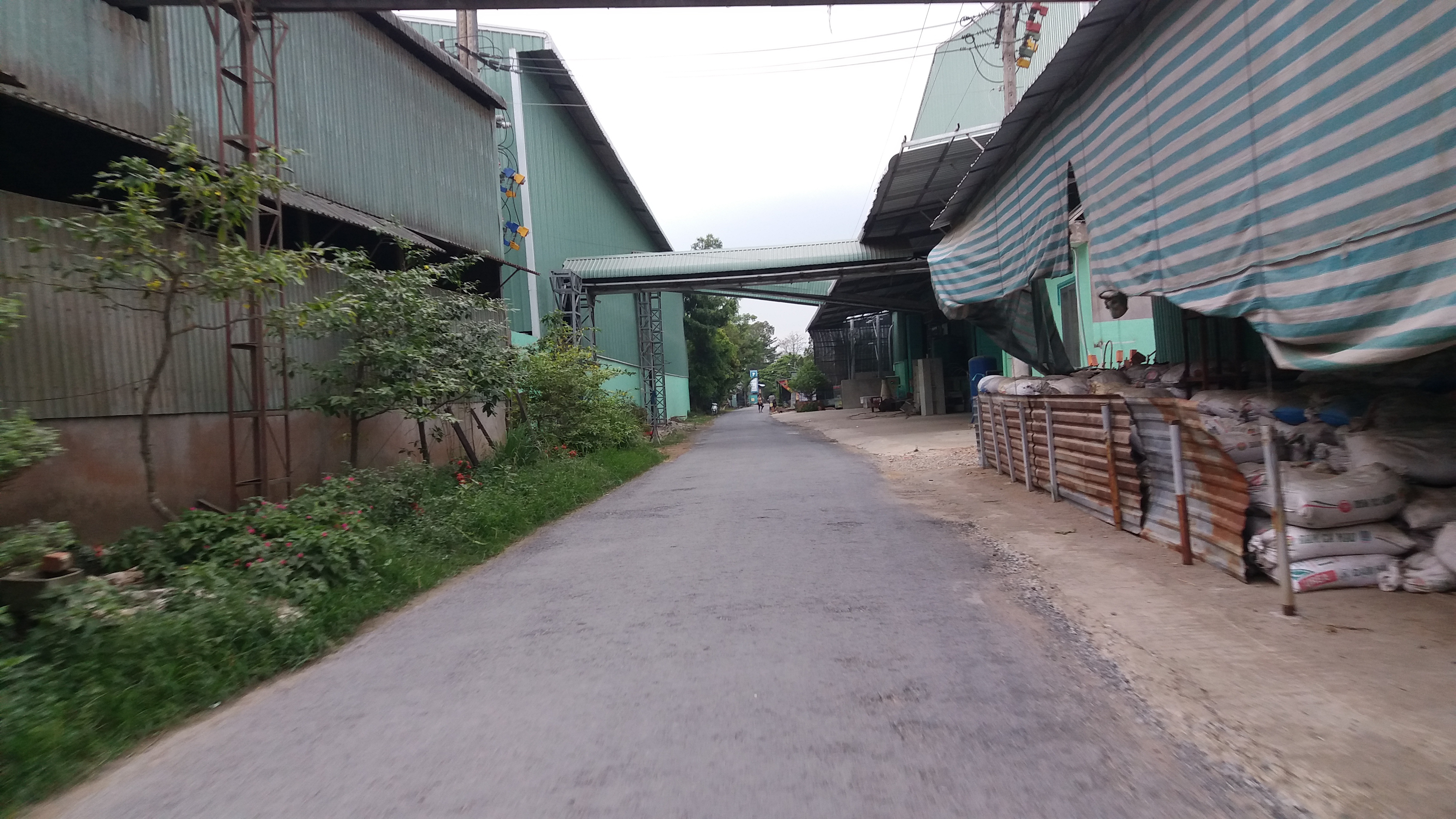
Huyện lộ 863 qua xã.